# 馬屋原二郎
馬屋原 二郎（うまやばら / うまやはら / まやはら じろう、1847年11月24日（弘化4年10月17日）- 1915年（大正4年）11月3日）は、幕末の長州藩士、明治・大正期の裁判官・政治家。貴族院勅選議員。別名、小倉衛門介、小倉右衛門介・衛門太。

## 経歴
長門国阿武郡萩江向村（現山口県萩市）で長州藩士・馬屋原良蔵の二男として生まれる。同志と干城隊、御楯隊を組織して、馬関、三田尻に屯営し、下関戦争、第二次長州征討の小瀬川口の戦いなどに従軍し軍功を挙げた。
明治2年（1869年）留学願を提出し、明治3年（1870年）周布金槌（周布公平）、光田三郎（光妙寺三郎）と共に長州藩費留学生としてフランスに派遣され、ベルギーの大学で法学を学んだ。帰国後、1875年5月9日、司法省に入省し七等出仕、以後、判事に任官し、函館始審裁判所長、大審院評定官、神戸始審裁判所長、神戸重罪裁判所長、神戸地方裁判所長、大阪地方裁判所長、大審院判事などを歴任し、1898年11月30日、大審院判事を休職し、1899年2月3日退職した。
1903年7月15日、貴族院勅選議員に任じられ、在任中の1915年11月、東京市牛込区原町の自宅で療養中に死去した。

## 栄典
位階
- 1884年（明治17年）2月21日 - 従六位[9]
- 1892年（明治25年）7月20日 - 従五位[10]
- 1898年（明治31年）12月28日 - 従四位[11]

勲章
- 1887年（明治20年）11月25日 - 勲六等単光旭日章[12]
- 1897年（明治30年）6月26日 - 勲四等瑞宝章[13]

## 著作
- 『元治甲子禁門事変実歴談』防長学友会、1913年。
- 編『防長十五年史』馬屋原仙一、1915年。

訳書
- アントワーヌ・ド・サンヂョセフ著『英仏民法異同条弁』司法省、1882年。
- アントワーヌ・ド・サンヂョセフ著『各国民法異同条弁』司法省、1883年。

## 親族
- 兄 馬屋原彰（法制官僚、貴族院勅選議員）[1]
- 五女・益子は福沢諭吉の四男・大四郎の妻[14]